# Thae Yong-ho
Đây là một tên người Triều Tiên, họ là Thae.
Thae Yong ho (tiếng Hàn Quốc: 태영호) từng là một nhà ngoại giao của Bắc Triều Tiên. Chức vụ cuối cùng của ông là phó đại sứ của Bắc Triều Tiên ở Anh Quốc, trước khi bỏ Đảng cùng với gia đình trốn sang Hàn Quốc vào năm 2016. Chính phủ Hàn Quốc đã xác nhận rằng Thae và gia đình của ông ta đang được họ bảo vệ.

## Gia đình
Thae Yong-ho kết hôn với Oh Sun-hae, một thành viên của gia đình Oh có ảnh hưởng ở Bắc Triều Tiên.
Gia đình Thae bao gồm hai con trai. Người con trai lớn tốt nghiệp đại học ở Anh,
người con trai út sinh ra tại Đan Mạch, khi Thae đang phục vụ như là một nhà ngoại giao ở đó. Cậu ta đang học tại một trường học ở London, và gần đây đã được một chỗ học ở trường Imperial College London. Tuy nhiên, cả gia đình đã bị gọi về Bình Nhưỡng ngay trước khi Thae đào tẩu.
Theo tường thuật của đài BBC, Thae thích chè chén, và thích món ăn Ấn Độ, chơi golf và tennis. Ngoài tiếng Hàn và tiếng Anh, ông nói thông thạo tiếng Trung Quốc. Trong năm 2015, ông đã hộ tống Kim Jong-chol, anh trai của Kim Jong-un, tham dự một buổi hòa nhạc của Eric Clapton ở London.

## Thân thế và địa vị
Thae là một trong số gần 27.000 người Bắc Triều Tiên đã đào tẩu sang sống ở Hàn Quốc. Phó đại sứ Thae được xem như là một "nguồn tài nguyên có giá trị" có thể làm sáng tỏ những bí mật của người hàng xóm phía Bắc. Tiến sĩ Victor Cha - giám đốc chương trình nghiên cứu châu Á, Trung tâm Nghiên cứu chiến lược và quốc tế (CSIS) của Mỹ - nhấn mạnh: "Đại sứ quán Triều Tiên tại London chỉ dành riêng cho một số quan chức cấp cao hàng đầu của Bộ Ngoại giao. Vụ đào tẩu của ông Thae là một trong những cuộc trốn chạy của những người giỏi nhất và ưu tú nhất của Triều Tiên".
Cha của ông Thae là tướng bốn sao Thae Byong Ryol, người đã cùng chiến đấu với lãnh tụ Kim Nhật Thành trong thời kỳ kháng chiến chống Nhật. Vợ ông Thae, bà Oh Hae Son, là con gái của một trong những lãnh đạo cấp cao của phong trào du kích chống Nhật - ông Oh Baek Ryong.
Trong tuyên bố đầu tiên kể từ khi ông Thae, phó đại sứ của CHDCND Triều Tiên tại Anh bỏ trốn khỏi London, Bình Nhưỡng cho biết "kẻ bỏ trốn nhận lệnh triệu tập từ tháng sáu vì biển thủ rất nhiều công quỹ, bán bí mật quốc gia và hiếp dâm trẻ em".
Cơ quan Tình báo Trung ương Hàn Quốc đã quyết định ngừng các hoạt động công khai của ông Thae Yong-ho, kể cả các cuộc phỏng vấn, vì lo ngại ông này sẽ là mục tiêu của các điệp viên Triều Tiên, sau vụ Kim Jong-nam bị ám sát. Bản thân ông sau này cũng phải lấy bí danh mới là Tae Ku-min để tránh sự nhòm ngó ở phía Bắc

## Phỏng vấn
Trong một cuộc phỏng vấn vào tháng 1 năm 2017, Thae nói rằng các biện pháp trừng phạt của Liên Hợp Quốc đối với Bắc Triều Tiên đã làm tổn thương chế độ Kim, và chế độ này đang chịu áp lực đáng kể.